# Giamaica ai Giochi della XVIII Olimpiade
La Giamaica partecipò ai Giochi della XVIII Olimpiade, svoltisi a Tokyo dal 10 al 24 ottobre 1964, con una delegazione di 21 atleti impegnati in 4 discipline per un totale di 16 competizioni.
Fu la quarta partecipazione ai Giochi estivi per la squadra giamaicana e, per la seconda e ultima volta, non furono conquistate medaglie.